# Hănțești
Hănțești è un comune della Romania di 3 986 abitanti, ubicato nel distretto di Suceava, nella regione storica della Moldavia. 
Il comune è formato dall'unione di 3 villaggi: Arțari, Berești, Hănțești.
Hănțești è divenuto comune autonomo nel 2002, staccandosi dal comune di Adâncata.